# Сантос Родригес, Эрик дос
Э́рик дос Са́нтос Родри́гес (порт.-браз. Eric dos Santos Rodrigues; родился 10 августа 2000 года, Салвадор), более известный как Рами́рес (порт.-браз. Ramires) — бразильский футболист, полузащитник клуба «Ред Булл Брагантино».

## Клубная карьера
Рамирес — воспитанник клуба «Баия». 6 сентября 2018 года в матче против «Спорт Ресифи» он дебютировал в бразильской Серии A. 11 ноября в поединке против «Витории Салвадор» Рамирес забил свой первый гол за «Баию».
В сентябре 2019 года Рамирес на правах аренды был отдан в швейцарский клуб «Базель». В 2020 году вернулся родной клуб, после чего вновь отправился в аренду, на этот раз в «Ред Булл Брагантино».
В 2021 году «Ред Булл Брагантино» впервые в своей истории вышел в финал международного турнира — Южноамериканского кубка. Рамирес в этой кампании сыграл в 11 матчах своей команды из 13, отметившись одним забитым голом.

## Достижения
- Чемпион штата Баия (1): 2019
- Финалист Южноамериканского кубка (1): 2021